# Maria Zefiryna de France
Maria Zefiryna (fr. Marie-Zéphirine; ur. 26 października 1750 w Wersalu, zm. 2 września 1755 w Wersalu) – pierwsza córka delfina Francji Ludwika (syna króla, Ludwika XV) oraz jego drugiej żony Marii Józefy Wettyn (córki Augusta III Sasa).
Zmarła na konwulsje, w 1755. Została pochowana w bazylice Saint Denis, w Paryżu.